# José de Barros Abreu Sousa e Alvim
José António de Barros Abreu Sousa e Alvim (ComC), (ComTE), (CvNSC)
, (Vila Verde, 7 de novembro de 1791 — Lisboa, 16 de outubro de 1857), 1º Conde do Casal, foi um militar liberal português, que participou na guerra Peninsular em campanhas na América do Sul, na guerra civil de 1832-34 e na "Patuleia", guerra civil de 1846-47. Além de ter sido governador de Trás os Montes, deputado pela Estremadura em 1836 e Par do Reino. Tomou posse na Câmara dos Digníssimos Pares do Reino em 13 de maio de 1850. Naqueles tempos conturbados, em que Portugal procurava o seu rumo, o Conde do Casal manteve sempre a sua lealdade a rainha D. Maria II.   

## Biografia
José António de Barros Abreu Sousa e Alvim, nasceu em Vila Verde na quinta de Casal, assentou praça em Chaves, no regimento de cavalaria, em 1806. Tentou entrar na Universidade de Coimbra, mas a invasão francesa, impediu esse sonho.
Foi para Elvas em 1807 e participou em toda a guerra peninsular combatendo em Espanha (Batalha de Albuera, Batalha de Salamanca, Batalha de Vitória) e em França.

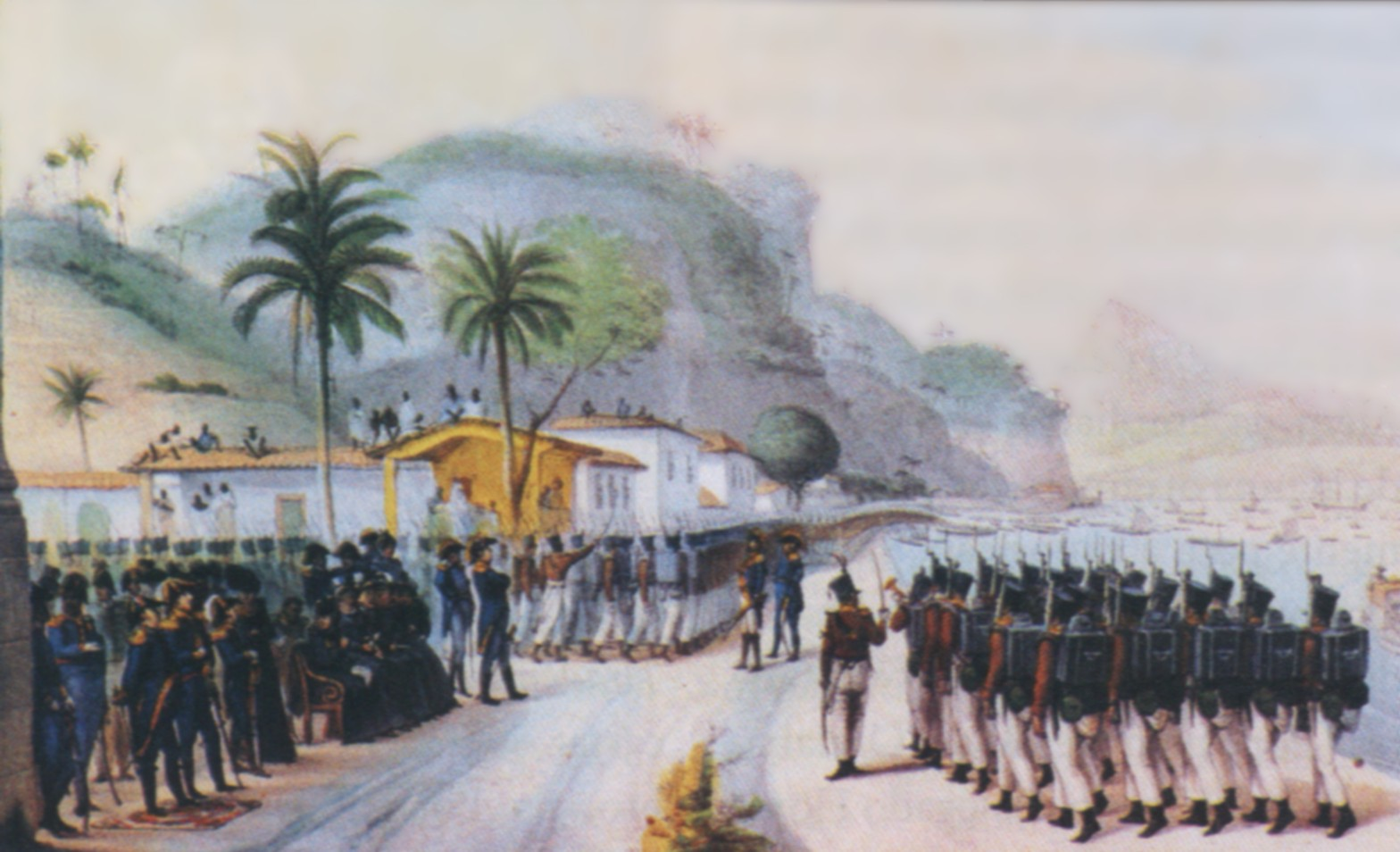
Revista das tropas destinadas a Montevideu na Praia Grande, Rio de Janeiro, em 7 de junho de 1816

Em 1815 como capitão, foi para o Brasil, com o segundo regimento de cavalaria da Divisão de Voluntários Reais d'el-rei, e participou na conquista da Província Cisplatina Brasileira. Depois da batalha de Toledo é promovido major em 1817. Casou-se em 1821 com D. Margarida Iriarte e Somallo Aymerik Bioslada de Cocio, natural de Buenos Aires, filha dum coronel de infantaria espanhol. Ela virá a ser uma escritora portuguesa com a publicação de alguns livros de poesia e duma peça de teatro. Dois anos depois nasce a sua primeira filha em Montevideu.
Gravemente ferido regressou a Portugal em 1824 como comandante do regimento de cavalaria nº 12 em Braga. Em 1826, já como tenente-coronel, foi para Trás os Montes para combater a tropas fieis a D. Miguel. É ferido e prisioneiro pelas forças do Marquês de Chaves. Fugiu da sua cadeia de Miranda do Douro, mas é capturado e preso em Braga e novamente em Miranda donde foge uma segunda vez. Juntou-se as tropas do Duque de Terceira. Com a nomeação de D. Miguel pelas Cortes como Rei absoluto em junho de 1828, emigrou para Inglaterra. Voltou para Portugal, para a ilha Terceira, e para o continente em 1832 no desembarque do Mindelo. É nomeado brigadeiro em 1833, e governador da praça de Peniche. É eleito deputado da estremadura em 1836 e agraciado como barão do Casal no dia 1 de dezembro do mesmo ano. No ano seguinte juntou-se ao conde do Bonfim contra os Cartistas da Revolta dos Marechais. É promovido marechal de campo, e recolha-se na sua casa no Minho, até 1846, data da revolução da Maria da Fonte em que volta para Trás os Montes como governador.
Depois da Emboscada do 6 de outubro de 1846, viu-se envolvido numa nova guerra civil a Patuleia tomando parte, desta vez, do lado dos cartistas contra a coligação dos setembristas e miguelistas. A frente da divisão de Trás-os-Montes dirigiu-se para o Porto contra a Junta Governativa do Porto, avisado das forças da Junta, retirou-se para Chaves perseguido por o visconde de Sá da Bandeira. O encontro dá-se em Valpaços em 16 de novembro 1846, com uma larga e decisiva vitoria do barão do Casal sobre o então visconde de Sá da Bandeira, de seguida o barão voltou em direção do Porto, mas finalmente dirigiu-se para Braga contra Reginald MacDonell e suas forças miguelistas. Braga é conquistada em 20 de dezembro, depois dum combate sanguinolento e duma repressão feroz, com fuzilamentos pelas ruas. Foi para Valença, entrou em Espanha e voltou para Portugal por Chaves, juntando-se ao duque de Saldanha em Lamego. Com a paz restabelecida em 1847, é feito conde do Casal em 20 de Janeiro de 1847 por decreto da rainha Maria II e comandante da 3ª divisão militar do Porto até 1851. Data em que se retira definitivamente da vida militar, para ser Par do Reino na Câmara dos Digníssimos Pares do Reino em Lisboa. Onde morre a sua filha mais nova, um ano depois, seguida da sua esposa em 1854 e dele próprio em 1857, com 65 anos.